# Cellule di Paneth

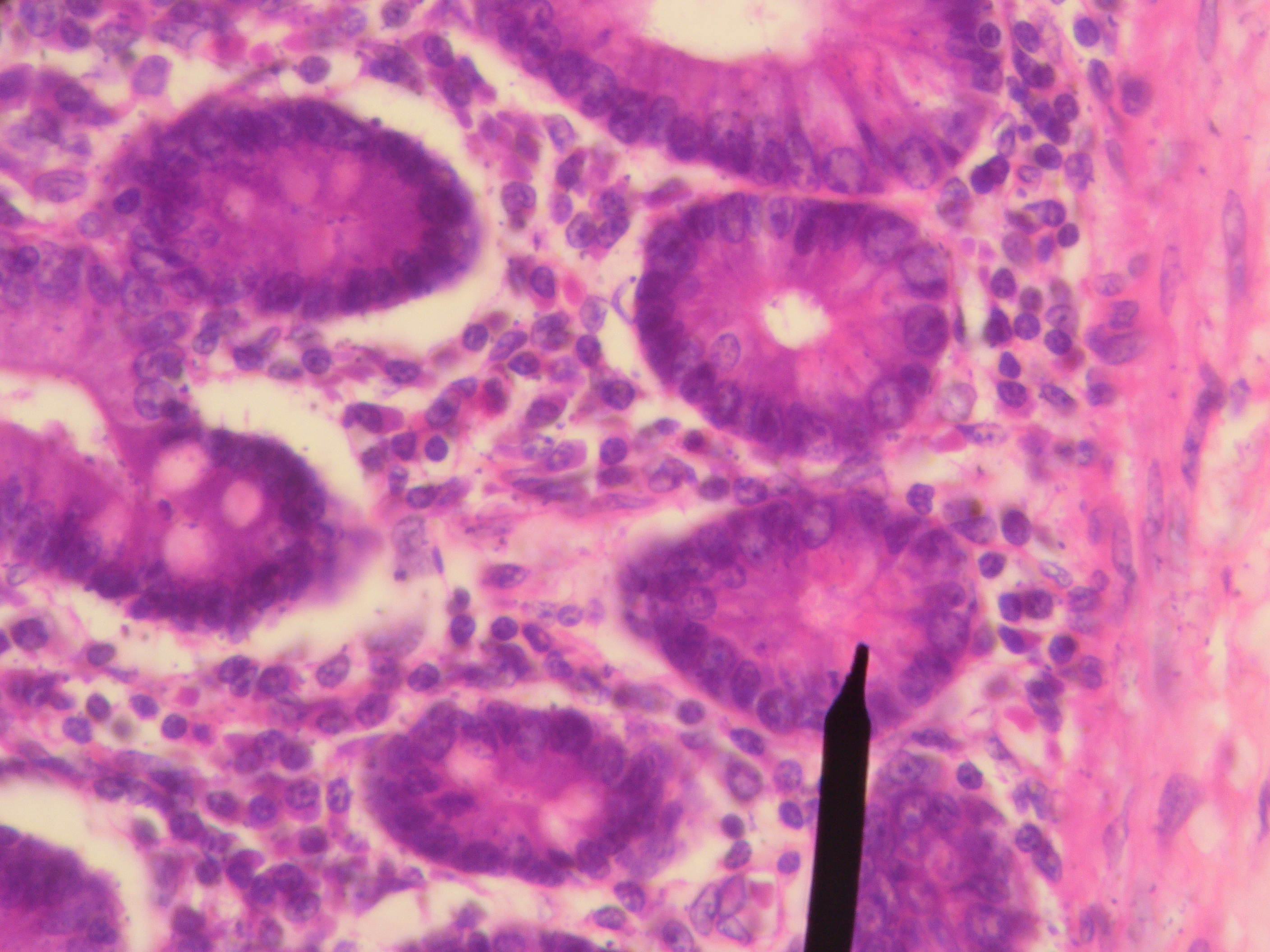
Cellule di Paneth

Le cellule di Paneth sono situate nella mucosa dell'intestino tenue, più precisamente alla base delle cripte di Lieberkühn e devono il loro nome al fisiologo austriaco Joseph Paneth (Vienna 1857-1890).

## Istologia
Le cellule di Paneth contengono numerosi granuli di secrezione citoplasmatici fortemente eosinofili, ben visibili con la colorazione flossina-tartrazina. La vita media di queste cellule è di alcune settimane.

## Funzione
La loro funzione è quella di produrre enzimi come il lisozima (funzione battericida) e la Fosfolipasi A (funzione lipolitica) che sono secreti nel succo enterico ed enzimi antimicrobici detti anche defensine.  Questi enzimi rappresentano una prima difesa dell'organismo contro eventuali batteri che transitino lungo l'apparato gastrointestinale. Si pensa che tramite il lisozima le cellule di Paneth contribuiscano a mantenere sotto controllo la flora batterica intestinale. Gli acidi biliari e i sali biliari si legano a recettori legati a proteine G presenti sulla membrana e riescono ad attivare la produzione di lisozima.